# 斯洛伐克國徽
斯洛伐克國徽始於1848年革命。於1914年成為捷克斯洛伐克國徽一部分，1961年至1989年因被指為「斯洛伐克国」象徵而被禁，代之以繪有斯洛伐克民族解放運動的火熽和克里萬峰圖案的盾徽。1990年3月1日恢復法定地位，並在1992年9月3日被定為即將獨立的斯洛伐克的國徽。
為一面紅地盾徽，一座白色大主教十字（末端加闊並向內陷入）豎在藍色（與類似的匈牙利國徽相區間）的、有三峰的山嶺上。

## 历代国徽
|                                       |                                     |                                     |
| 斯洛伐克苏维埃共和国（1919年–1919年） | 斯洛伐克第一共和国（1939年–1945年） | 捷克斯洛伐克共和国（1945年–1960年） |

|                                             |                                         |                               |
| 捷克斯洛伐克社会主义共和国（1960年–1990年） | 斯洛伐克社会主义共和国（1960年–1990年） | 斯洛伐克共和国（1990年–至今） |

## 参看
- 捷克斯洛伐克國徽